# 林志纯

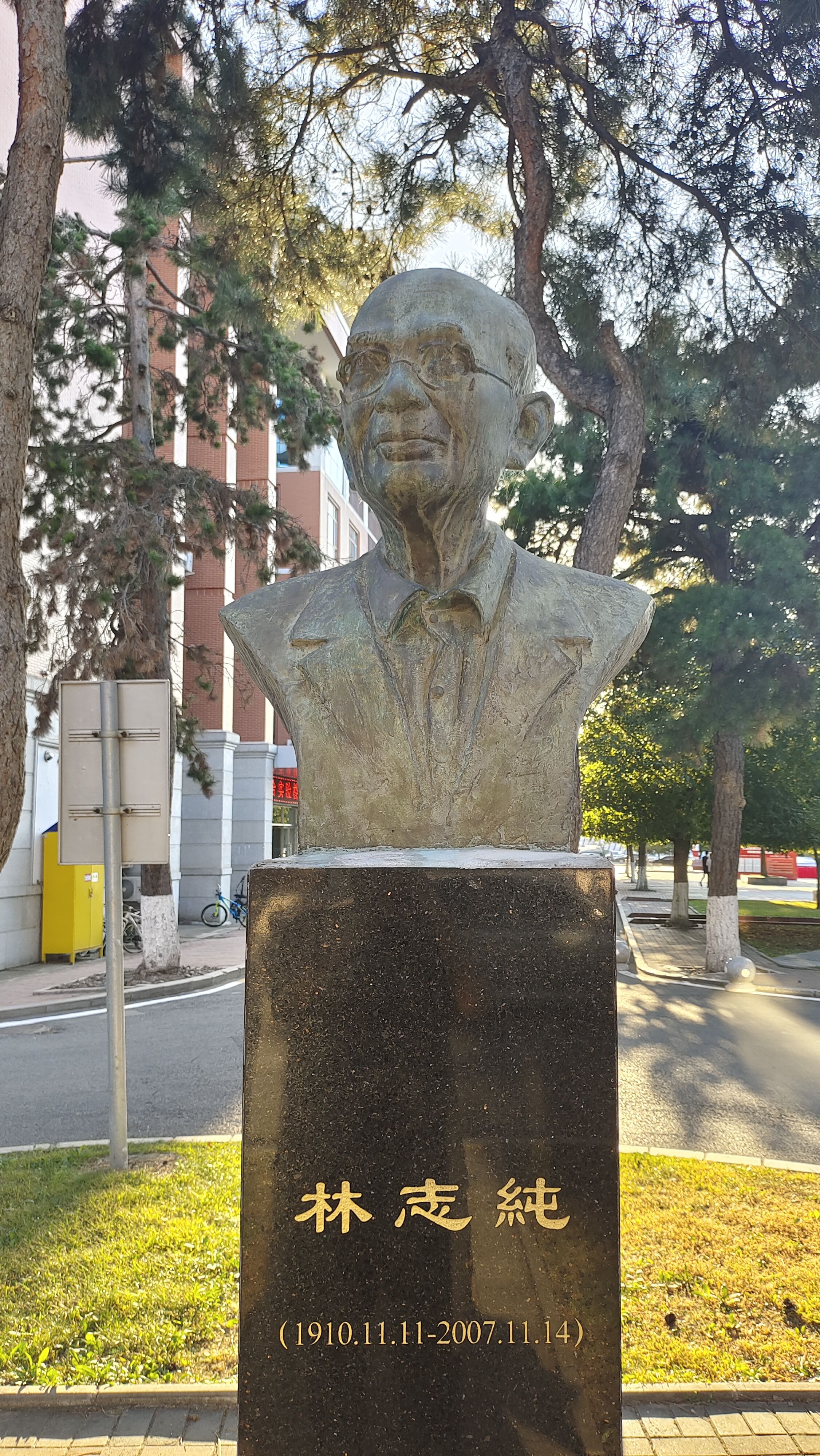
林志純塑像，位於東北師範大學

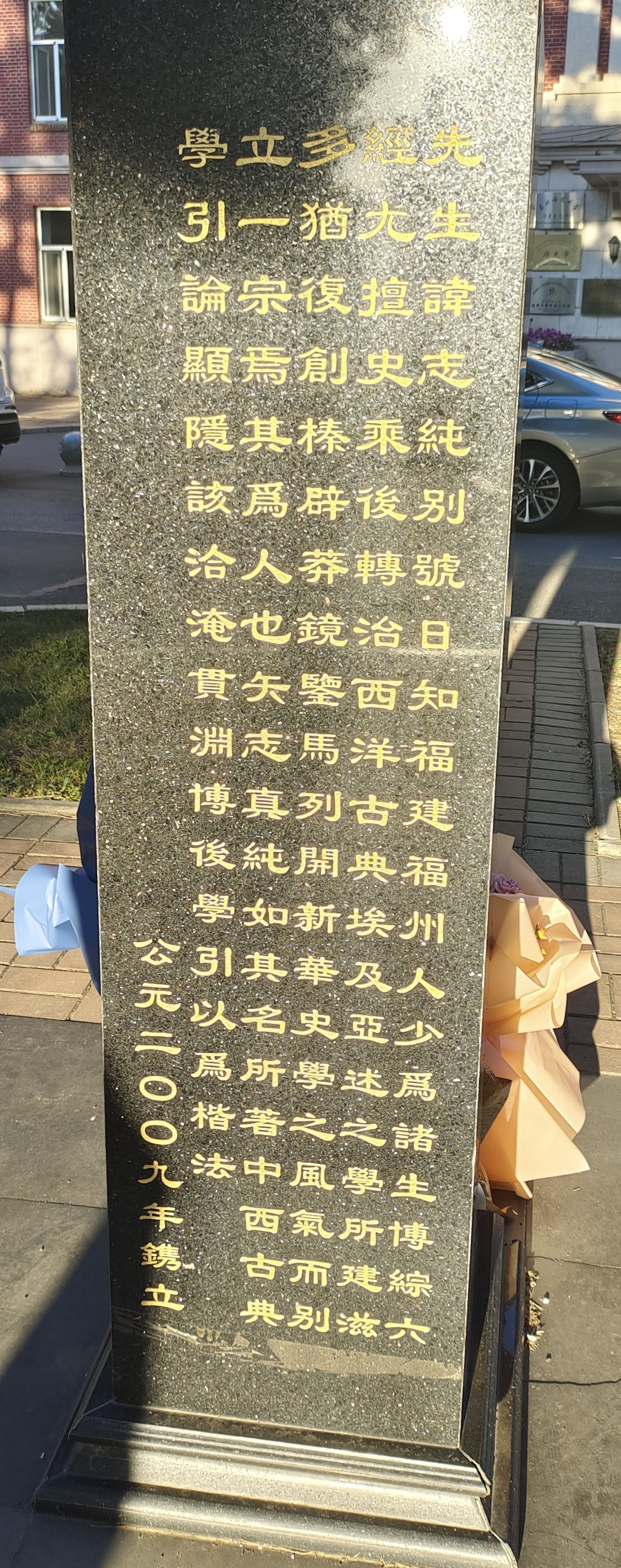
林志純塑像碑陰所刻傳文，位於東北師範大學

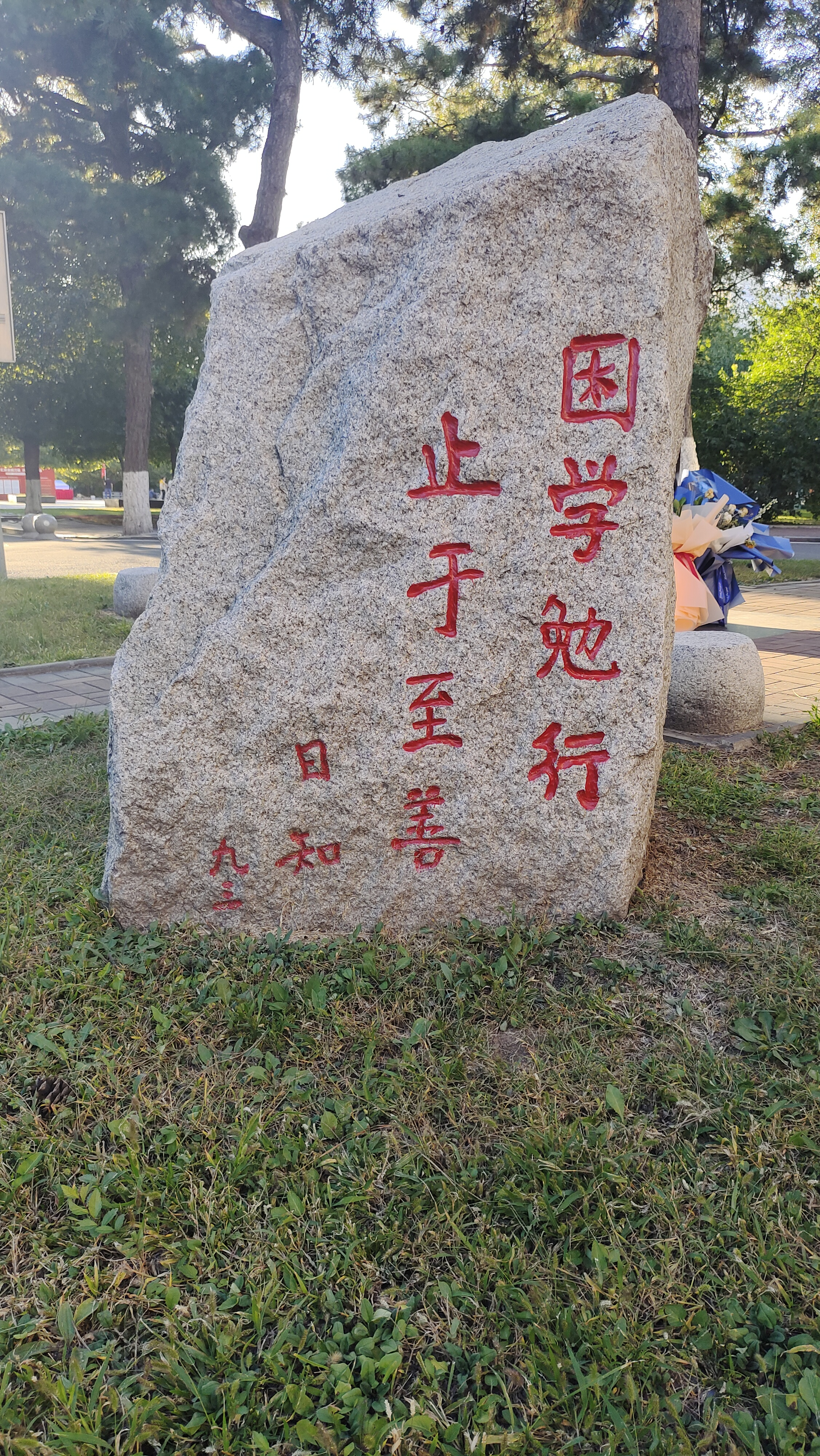
林志純書刻石，位於東北師範大學

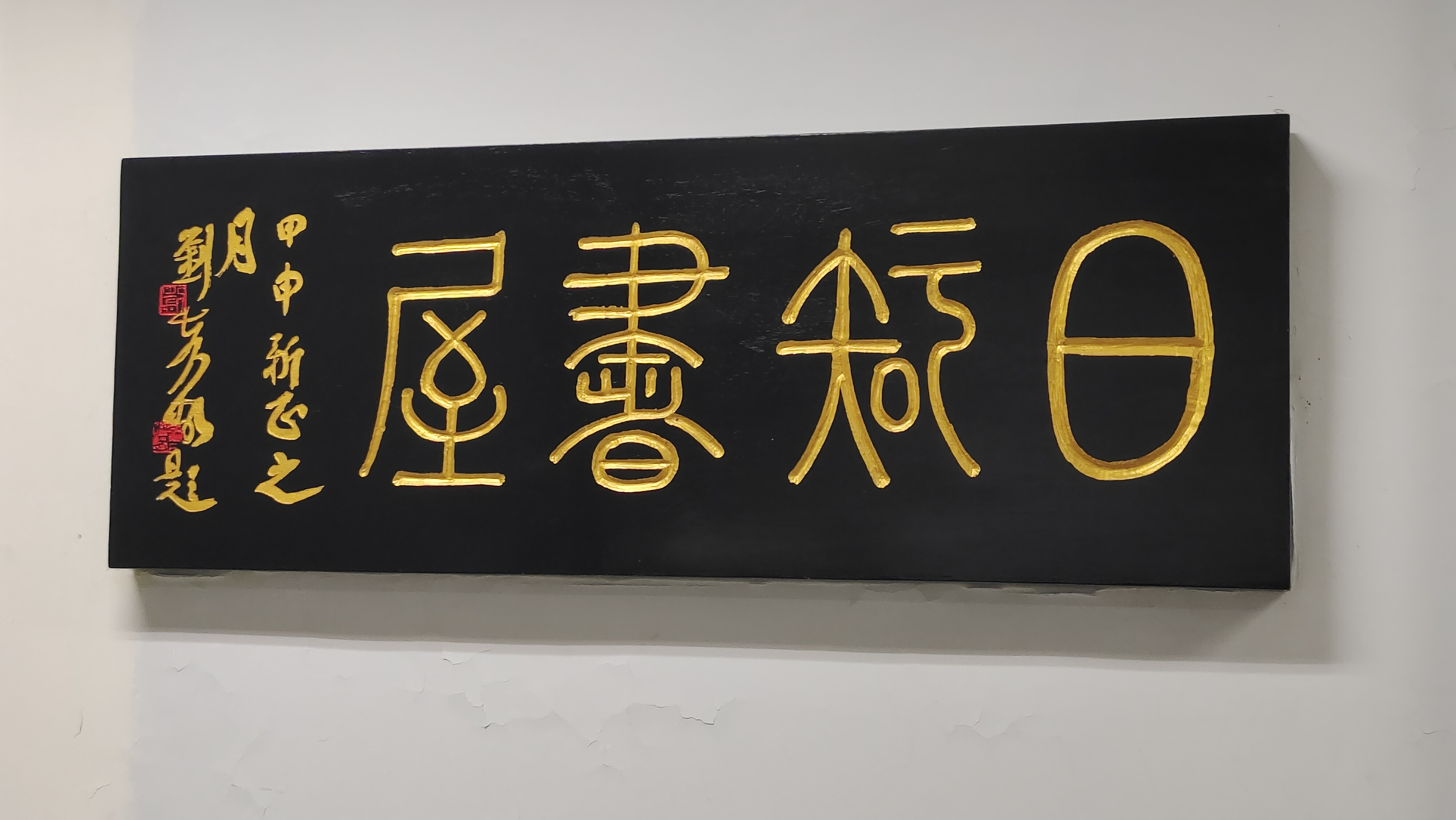
東北師範大學日知書屋匾額，以林志純之號命名

林志纯（1910年11月11日—2007年11月14日），号日知，亦以为笔名，福建福州人，中国历史学家、历史教育家，东北师范大学教授，曾任中国史学会理事。